# 588e Volksgrenadier Division
La 588e Volksgrenadier Division est une division d'infanterie du Troisième Reich de la Seconde Guerre mondiale. 
Elle est originaire du Wehrkreis VIII dans la région de Poméranie et est créée début septembre 1944. Cette division est envoyée en Pologne, où elle fusionne (comme la 9e, la 62e, la 79e, la 167e, la 257e, la 584e, la 585e, la 586e et la 587e Volksgrenadier Division) avec les survivants de la 320e Division d'infanterie, qui deviendra la 320e Volksgrenadier Division le 27 octobre 1944. Cette division est ensuite envoyée sur le front de l'est.

## Composition
- Premier régiment de grenadier Möckern
- Deuxième régiment de grenadier Möckern
- Troisième régiment de grenadier Möckern
- Régiment d'artillerie de Möckern